# الملكة سونو
الملكة سونو (بالإنجليزية: Queen Sono) هو مسلسل دراما جريمة جنوب أفريقي من تأليف كاغيسو لوديغا وبطولة بيرل ثوسي وفويو دابولا.عرض الموسم الأول على منصة نتفليكس في 28 فبراير 2020.تم الأعلان عن تجديد المسلسل لموسم ثاني لكن تم ألغائه بعذ ذلك نتيجة جائحة فيروس كورونا.

## روابط خارجية
الملكة سونو على موقع IMDb (الإنجليزية)
- الملكة سونو على موقع روتن توميتوز (الإنجليزية)
- الملكة سونو على موقع نتفليكس (الإنجليزية)
- الملكة سونو على موقع كينوبويسك (الروسية)
- الملكة سونو على موقع ألو سيني (الفرنسية)
- الملكة سونو على موقع قاعدة بيانات الفيلم (الإنجليزية)